# Bahnstrecke Brno–Česká Třebová
| Kursbuchstrecke (SŽ): | 260                                                      |                                                           |                                                           |
| Streckenlänge: | 90,108 km                                                |                                                           |                                                           |
| Spurweite: | 1435 mm (Normalspur)                                     |                                                           |                                                           |
| Streckenklasse: | D4                                                       |                                                           |                                                           |
| Stromsystem: | Brno–Svitavy: 25 kV 50 Hz~ Svitavy–Česká Třebová: 3 kV = |                                                           |                                                           |
| Streckengeschwindigkeit: | 140 km/h                                                 |                                                           |                                                           |
| |                                                          |                                                           |                                                           |
| \| \| \| von (Wien–) Břeclav (vorm. KFNB) \| \| \| \| \| von Přerov (vorm. KFNB) \| \| \| \| \| Verbindungsbahn von odb. Brno-Černovice \| \| \| \| \| von Wien Südbahnhof (vorm. StEG) \| \| \| \| 155,770 \| Brno hlavní nádraží \| Brno hlavní nádraží \| \| \| 156,750 \| odb. Tišnovská \| odb. Tišnovská \| \| \| \| Verbindungsbahn nach odb. Posvitavská (vorm. StEG) \| \| \| \| \| Brno dolní n.–Tišnov (vorm. StEG) \| \| \| \| \| von Brno dolní nádraží (vorm. StEG) \| \| \| \| 158,180 \| Brno-Židenice (odb.) \| Brno-Židenice (odb.) \| \| \| \| (Neutrassierung 1953) \| \| \| \| 159,780 \| Husovice \| Husovice \| \| \| \| nach Havlíčkův Brod \| \| \| \| 160,403 \| Brno-Maloměřice \| Brno-Maloměřice \| \| \| \| Güterzuggleis nach Havlíčkův Brod \| \| \| \| 160,980 \| Brno-Obřany \| Brno-Obřany \| \| \| \| \| \| \| \| 161,422 \| Hády \| Hády \| \| \| 161,957 \| Blanenský 1 (88 m) \| Blanenský 1 (88 m) \| \| \| 162,942 \| Blanenský 2 (164 m) \| Blanenský 2 (164 m) \| \| \| 164,350 \| Bílovice nad Svitavou \| Bílovice nad Svitavou \| \| \| 167,737 \| Blanenský 3 (276 m) \| Blanenský 3 (276 m) \| \| \| 168,149 \| Blanenský 4 (244 m) \| Blanenský 4 (244 m) \| \| \| 168,640 \| Babice nad Svitavou \| Babice nad Svitavou \| \| \| 169,15 \| Blanenský 5 (76 m) \| Blanenský 5 (76 m) \| \| \| 169,85 \| Blanenský 6 (72 m) \| Blanenský 6 (72 m) \| \| \| 171,191 \| Adamov \| Adamov \| \| \| 172,520 \| Adamov zastávka \| Adamov zastávka \| \| \| 173,668 \| Blanenský 7 (165 m) \| Blanenský 7 (165 m) \| \| \| 175,380 \| Blanenský 8 (493 m) \| Blanenský 8 (493 m) \| \| \| 176,882 \| Blanenský 9 (328 m) \| Blanenský 9 (328 m) \| \| \| 177,346 \| Blanenský 10 (103 m) \| Blanenský 10 (103 m) \| \| \| 178,740 \| Blansko \| Blansko \| \| \| 179,935 \| Blansko město \| Blansko město \| \| \| 182,935 \| Dolní Lhota \| Dolní Lhota \| \| \| 185,317 \| Rájec-Jestřebí \| Rájec-Jestřebí \| \| \| 188,735 \| Doubravice nad Svitavou \| Doubravice nad Svitavou \| \| \| \| von Chornice (vorm. Skalitz-Boskowitz–Großopatowitzer LB) \| \| \| \| 194,184 \| Skalice nad Svitavou \| Skalice nad Svitavou \| \| \| 196,585 \| Svitávka \| Svitávka \| \| \| 199,375 \| Zboněk \| Zboněk \| \| \| 201,020 \| Letovice zastávka \| Letovice zastávka \| \| \| 203,531 \| Letovice \| Letovice \| \| \| 209,500 \| Rozhraní \| Rozhraní \| \| \| \| ehem. Protektoratsgrenze (1938–1945) \| \| \| \| 212,000 \| Moravská Chrastová \| Moravská Chrastová \| \| \| 213,237 \| Březová nad Svitavou \| Březová nad Svitavou \| \| \| 216,000 \| Březová nad Svitavou-Dlouhá bis 2009 Dlouhá \| Březová nad Svitavou-Dlouhá bis 2009 Dlouhá \| \| \| 222,815 \| Hradec nad Svitavou \| Hradec nad Svitavou \| \| \| 226,675 \| Svitavy-Lány \| Svitavy-Lány \| \| \| 228,109 \| Systemtrennstelle 25 kV / 3 kV \| Systemtrennstelle 25 kV / 3 kV \| \| \| 229,357 \| Svitavy \| Svitavy \| \| \| \| nach Žďárec u Skutče (vorm. LB Zwittau–Polička) \| \| \| \| \| Svitavy-Lačnov \| \| \| \| 235,756 \| Opatov \| Opatov \| \| \| 239,480 \| Semanín \| Semanín \| \| \| \| ehemalige Protektoratsgrenze (1938–1945) \| \| \| \| \| von Olomouc \| \| \| \| 245,878 \| Česká Třebová \| Česká Třebová \| \| \| \| nach Praha \| \| \| \| \| \| \| \| Frühere Namen Stand 1913. [1][2][3] \| \| \| \| |                                                          |                                                           |                                                           |
| Strecke |                                                          | von (Wien–) Břeclav (vorm. KFNB)                          | von (Wien–) Břeclav (vorm. KFNB)                          |
| Abzweig geradeaus und von rechts |                                                          | von Přerov (vorm. KFNB)                                   | von Přerov (vorm. KFNB)                                   |
| Abzweig geradeaus und von rechts |                                                          | Verbindungsbahn von odb. Brno-Černovice                   | Verbindungsbahn von odb. Brno-Černovice                   |
| Abzweig geradeaus und ehemals von rechts |                                                          | von Wien Südbahnhof (vorm. StEG)                          | von Wien Südbahnhof (vorm. StEG)                          |
| Bahnhof | 155,770                                                  | Brno hlavní nádraží                                       | Brno hlavní nádraží                                       |
| ehemalige Blockstelle | 156,750                                                  | odb. Tišnovská                                            | odb. Tišnovská                                            |
| Abzweig geradeaus und ehemals nach links |                                                          | Verbindungsbahn nach odb. Posvitavská (vorm. StEG)        | Verbindungsbahn nach odb. Posvitavská (vorm. StEG)        |
| Kreuzung geradeaus oben (Querstrecke außer Betrieb) |                                                          | Brno dolní n.–Tišnov (vorm. StEG)                         | Brno dolní n.–Tišnov (vorm. StEG)                         |
| Abzweig geradeaus und von rechts |                                                          | von Brno dolní nádraží (vorm. StEG)                       | von Brno dolní nádraží (vorm. StEG)                       |
| Haltepunkt / Haltestelle | 158,180                                                  | Brno-Židenice (odb.)                                      | Brno-Židenice (odb.)                                      |
| Strecke von links · Abzweig ehemals geradeaus und nach rechts |                                                          | (Neutrassierung 1953)                                     | (Neutrassierung 1953)                                     |
| Strecke · Haltepunkt / Haltestelle (Strecke außer Betrieb) | 159,780                                                  | Husovice                                                  | Husovice                                                  |
| Abzweig geradeaus und nach links · Strecke (außer Betrieb) |                                                          | nach Havlíčkův Brod                                       | nach Havlíčkův Brod                                       |
| Dienststation / Betriebs- oder Güterbahnhof · Strecke (außer Betrieb) | 160,403                                                  | Brno-Maloměřice                                           | Brno-Maloměřice                                           |
| Abzweig geradeaus und nach links · Strecke (außer Betrieb) |                                                          | Güterzuggleis nach Havlíčkův Brod                         | Güterzuggleis nach Havlíčkův Brod                         |
| Strecke · Haltepunkt / Haltestelle (Strecke außer Betrieb) | 160,980                                                  | Brno-Obřany                                               | Brno-Obřany                                               |
| Strecke nach links · Abzweig ehemals geradeaus und von rechts |                                                          |                                                           |                                                           |
| Blockstelle | 161,422                                                  | Hády                                                      | Hády                                                      |
| Tunnel | 161,957                                                  | Blanenský 1 (88 m)                                        | Blanenský 1 (88 m)                                        |
| Tunnel | 162,942                                                  | Blanenský 2 (164 m)                                       | Blanenský 2 (164 m)                                       |
| Bahnhof | 164,350                                                  | Bílovice nad Svitavou                                     | Bílovice nad Svitavou                                     |
| Tunnel | 167,737                                                  | Blanenský 3 (276 m)                                       | Blanenský 3 (276 m)                                       |
| Tunnel | 168,149                                                  | Blanenský 4 (244 m)                                       | Blanenský 4 (244 m)                                       |
| Haltepunkt / Haltestelle | 168,640                                                  | Babice nad Svitavou                                       | Babice nad Svitavou                                       |
| Tunnel | 169,15                                                   | Blanenský 5 (76 m)                                        | Blanenský 5 (76 m)                                        |
| Tunnel | 169,85                                                   | Blanenský 6 (72 m)                                        | Blanenský 6 (72 m)                                        |
| Bahnhof | 171,191                                                  | Adamov                                                    | Adamov                                                    |
| Haltepunkt / Haltestelle | 172,520                                                  | Adamov zastávka                                           | Adamov zastávka                                           |
| Tunnel | 173,668                                                  | Blanenský 7 (165 m)                                       | Blanenský 7 (165 m)                                       |
| Tunnel | 175,380                                                  | Blanenský 8 (493 m)                                       | Blanenský 8 (493 m)                                       |
| Tunnel | 176,882                                                  | Blanenský 9 (328 m)                                       | Blanenský 9 (328 m)                                       |
| Tunnel | 177,346                                                  | Blanenský 10 (103 m)                                      | Blanenský 10 (103 m)                                      |
| Bahnhof | 178,740                                                  | Blansko                                                   | Blansko                                                   |
| Haltepunkt / Haltestelle | 179,935                                                  | Blansko město                                             | Blansko město                                             |
| Haltepunkt / Haltestelle | 182,935                                                  | Dolní Lhota                                               | Dolní Lhota                                               |
| Bahnhof | 185,317                                                  | Rájec-Jestřebí                                            | Rájec-Jestřebí                                            |
| Haltepunkt / Haltestelle | 188,735                                                  | Doubravice nad Svitavou                                   | Doubravice nad Svitavou                                   |
| Abzweig geradeaus und von rechts |                                                          | von Chornice (vorm. Skalitz-Boskowitz–Großopatowitzer LB) | von Chornice (vorm. Skalitz-Boskowitz–Großopatowitzer LB) |
| Bahnhof | 194,184                                                  | Skalice nad Svitavou                                      | Skalice nad Svitavou                                      |
| Haltepunkt / Haltestelle | 196,585                                                  | Svitávka                                                  | Svitávka                                                  |
| Haltepunkt / Haltestelle | 199,375                                                  | Zboněk                                                    | Zboněk                                                    |
| Haltepunkt / Haltestelle | 201,020                                                  | Letovice zastávka                                         | Letovice zastávka                                         |
| Bahnhof | 203,531                                                  | Letovice                                                  | Letovice                                                  |
| Haltepunkt / Haltestelle | 209,500                                                  | Rozhraní                                                  | Rozhraní                                                  |
| Grenze |                                                          | ehem. Protektoratsgrenze (1938–1945)                      | ehem. Protektoratsgrenze (1938–1945)                      |
| Haltepunkt / Haltestelle | 212,000                                                  | Moravská Chrastová                                        | Moravská Chrastová                                        |
| Bahnhof | 213,237                                                  | Březová nad Svitavou                                      | Březová nad Svitavou                                      |
| Haltepunkt / Haltestelle | 216,000                                                  | Březová nad Svitavou-Dlouhá bis 2009 Dlouhá               | Březová nad Svitavou-Dlouhá bis 2009 Dlouhá               |
| Haltepunkt / Haltestelle | 222,815                                                  | Hradec nad Svitavou                                       | Hradec nad Svitavou                                       |
| Haltepunkt / Haltestelle | 226,675                                                  | Svitavy-Lány                                              | Svitavy-Lány                                              |
| Kilometer-Wechsel | 228,109                                                  | Systemtrennstelle 25 kV / 3 kV                            | Systemtrennstelle 25 kV / 3 kV                            |
| Bahnhof | 229,357                                                  | Svitavy                                                   | Svitavy                                                   |
| Abzweig geradeaus und nach links |                                                          | nach Žďárec u Skutče (vorm. LB Zwittau–Polička)           | nach Žďárec u Skutče (vorm. LB Zwittau–Polička)           |
| Haltepunkt / Haltestelle |                                                          | Svitavy-Lačnov                                            | Svitavy-Lačnov                                            |
| Bahnhof | 235,756                                                  | Opatov                                                    | Opatov                                                    |
| Haltepunkt / Haltestelle | 239,480                                                  | Semanín                                                   | Semanín                                                   |
| Grenze |                                                          | ehemalige Protektoratsgrenze (1938–1945)                  | ehemalige Protektoratsgrenze (1938–1945)                  |
| Abzweig geradeaus und von rechts |                                                          | von Olomouc                                               | von Olomouc                                               |
| Bahnhof | 245,878                                                  | Česká Třebová                                             | Česká Třebová                                             |
| Strecke |                                                          | nach Praha                                                | nach Praha                                                |
| |                                                          |                                                           |                                                           |
| Frühere Namen Stand 1913. |                                                          |                                                           |                                                           |

Die Bahnstrecke Brno–Česká Třebová ist eine Eisenbahnverbindung in Tschechien, die ursprünglich als Teil der k.k. Nördlichen Staatsbahn erbaut und betrieben wurde. Sie schließt in Brno (Brünn) an die Bahnstrecke Břeclav–Brno an und führt in Mähren nach Česká Třebová (Böhmisch Trübau). Die Strecke ist Teil des Paneuropäischen Verkehrskorridors IV und des TEN-Korridors Nr. 22 (Athen−Nürnberg/Dresden).
Im Eisenbahnnetz der Tschechischen Republik ist die Strecke Brno–Česká Třebová als gesamtstaatliche Bahn („celostátní dráha“) klassifiziert.

## Geschichte

### Vorgeschichte und Bau

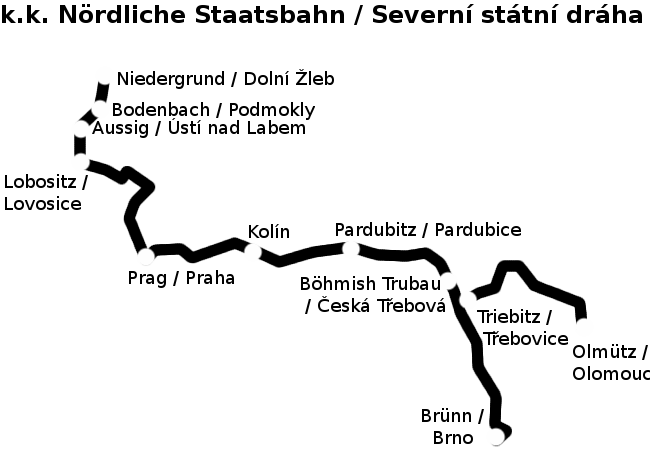
Netz der k.k. Nördlichen Staatsbahn

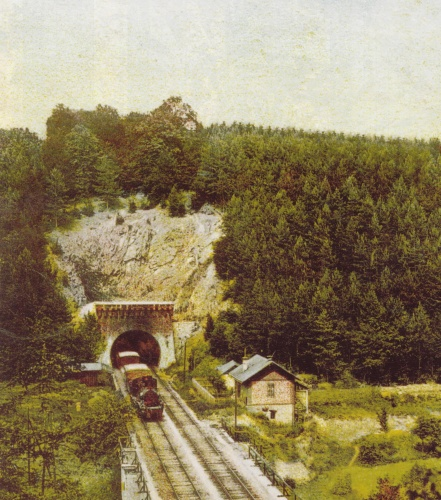
Tunnel zwischen Brünn und Blansko

Der Streckenbau begann 1843 nahe Obřany bei Brünn. Schwierig war die Trassierung im engen und gewundenen Svitavka-Tal zwischen Brünn und Blansko, wo insgesamt elf Tunnel errichtet werden mussten. Der Bau dieses Abschnittes wurde der damit erfahrenen italienischen Firma Felix Tallachini übertragen.
Die ursprüngliche, zunächst eingleisige Strecke wurde am 1. Januar 1849 offiziell eröffnet.

### Im Betrieb der österreichisch-ungarischen Staatseisenbahngesellschaft

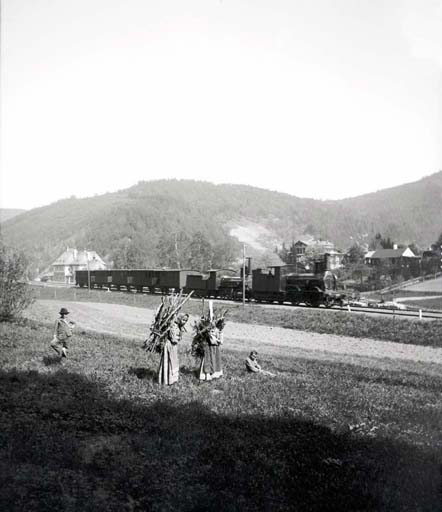
Ein Zug mit einer StEG I bei Adamov u Brna (um 1893)

Die österreichisch-ungarische Staatseisenbahngesellschaft (StEG) wurde 1854 mit französischem Kapital gegründet. Sie übernahm im Januar 1855 vom österreichischen Staat sowohl die Konzessionen für die Nördliche und Südöstliche Staatsbahn als auch für weitere Staatsbahnlinien in Ungarn. Trotz des Widerstandes der KFNB strebte die StEG sowohl eine direkte Verbindung in die Hauptstadt Wien als auch beider Teilnetze untereinander an. Dieses Ziel war 1870 erreicht. Von nun an war die Strecke zwischen Brünn und Böhmisch Trübau Teilstrecke einer durchgehenden Nord-Süd-Verbindung der StEG, die ab 1878 bis zur damaligen ungarisch-rumänischen Grenze bei Orșova reichte.
Im Jahr 1861 erhielt die Strecke einen Morsetelegrafen zur Zugsicherung, ein Jahr später wurde der Schnellzugverkehr aufgenommen. Der zweigleisige Ausbau war 1869 vollendet.
Am 15. Oktober 1909 wurde die StEG verstaatlicht. Die Strecke Brünn–Böhmisch Trübau gehörte fortan zum Netz der k.k. Staatsbahnen kkStB.

### In der Ersten Republik

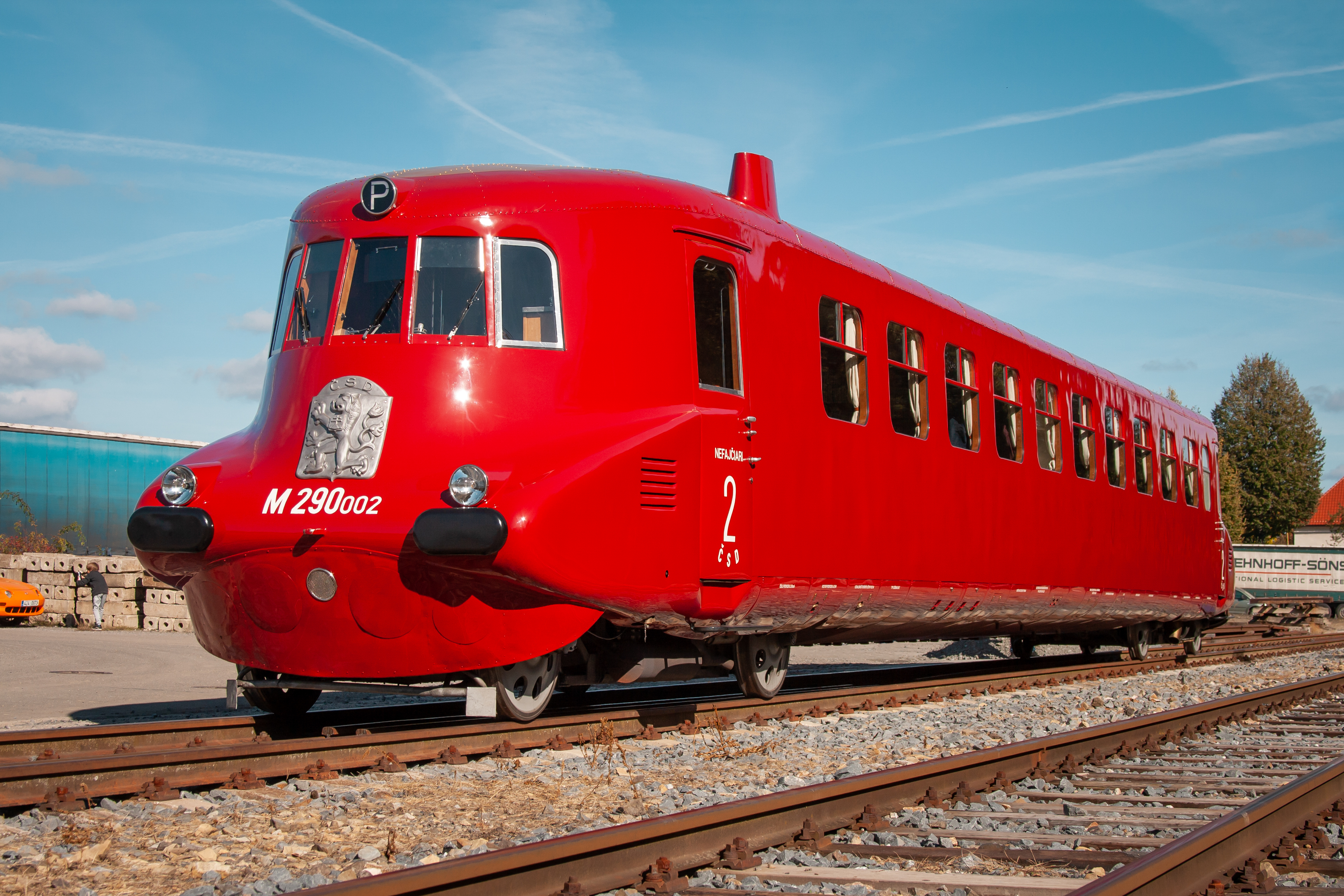
Der Motortriebwagen „Slovenská strela“ verkehrte zwischen Prag und Bratislava

Nach dem für Österreich-Ungarn verlorenen Ersten Weltkrieg gelangte die Strecke ins Eigentum der neu begründeten Tschechoslowakischen Staatsbahnen (ČSD). Sie war nun Teil der wichtigen innerstaatlichen Fernverbindung zwischen Prag und Bratislava.
Der Fahrplan von 1919 verzeichnete sechs durchgehende Reisezüge, weitere verkehrten auf Teilstrecken. Die kürzeste Fahrzeit über die 91 Kilometer lange Strecke betrug damals im Schnellzug bei vier Zwischenhalten eine Stunde und 44 Minuten.
Zwischen 1936 und 1939 fuhr ein Motortriebwagen als Slovenská strela zwischen Prag und Bratislava.
Nach der Angliederung des Sudetenlandes an Deutschland am 1. Oktober 1938 kam die Strecke zwischen Chrastavec und Česká Třebová in Verwaltung der Deutschen Reichsbahn, Reichsbahndirektion Breslau. Im Reichskursbuch war die Verbindung als Kursbuchstrecke 154t Mährisch Schönberg–Triebitz–Brüsau-Brünnlitz–Mährisch Chrostau enthalten. Zwischen Zwittau und Lundenburg wurden die Wagen verschlossen, so dass man während der Fahrt durchs Protektorat weder zu- noch aussteigen konnte. Einzig in Brünn gab es einen Zwischenhalt. Nach dem Ende des Zweiten Weltkriegs am 8. Mai 1945 kam die Strecke wieder zu den ČSD.

### Nach dem Zweiten Weltkrieg
Nach dem Zweiten Weltkrieg erlangte die Strecke schon bald wieder ihre angestammte Bedeutung im internationalen Verkehr. Wichtigste Fernzüge im Fahrplan 1958/59 waren die Züge „Slovenska strela“ (Praha–Bratislava), „Balt-Orient-Express“ (Berlin–Sofia) und „Pannonia-Express“ (Berlin–Sofia). Die Fahrzeit des schnellsten Zuges zwischen Brno und Česká Třebová betrug etwa eine Stunde und 35 Minuten.
Nach Fertigstellung der Neubaustrecke Brno–Havlíčkův Brod im Jahr 1953 und deren Elektrifizierung bis 1966 verlor die Strecke weitgehend ihre überregionale Bedeutung. Der Fahrplan 1975/76 verzeichnete nur noch wenige Fernzüge. So verkehrten zwei Zugpaare in der Relation Liberec–Brno. Einziger internationaler Zug war der Nachtzug „Amicus“ Praha–Budapest mit Kurswagen nach Split. Nahverkehrszüge verkehrten ohne festen Takt etwa stündlich.

### Der Streckenausbau im Rahmen des Projektes „Erster Eisenbahnkorridor“

Erster Eisenbahnkorridor (První železniční koridor) Děčín–Praha–Brno–Břeclav

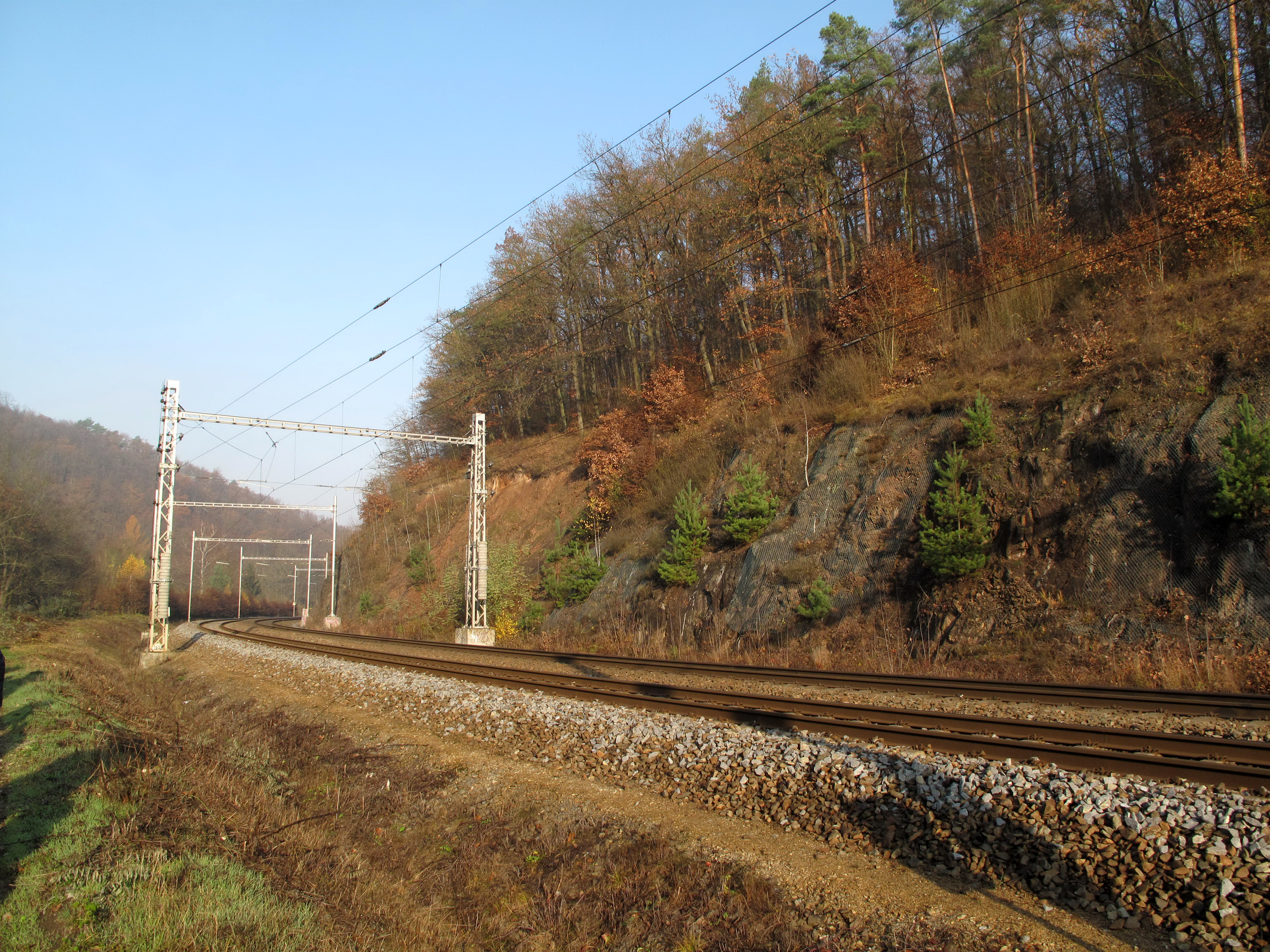
Fahrleitung mit Portalmasten bei Bílovice nad Svitavou (2009)

Am 1. Januar 1993 ging die Strecke im Zuge der Auflösung der Tschechoslowakei an die neu gegründete tschechische Staatsbahnorganisation České dráhy (ČD) über.
In den Jahren 1992 bis 1998 wurde die Strecke im Rahmen des Projektes „Erster Eisenbahnkorridor“ umfassend ausgebaut. Neben der Erneuerung von Gleisen und Anlagen wurde die Strecke durchgängig elektrifiziert. Unweit von Svitavy befindet sich seitdem die Systemtrennstelle zwischen dem 3-kV-Gleichstromsystem im Norden und den 25-kV-Wechselstromsystem im Süden.
Nach der Beendigung der Bauarbeiten kam der überregionale Fernverkehr auf die Strecke zurück. Im Fahrplan 2011 besteht sowohl im Nah- als auch im Fernverkehr ein dichter Taktfahrplan. Eurocity- und Intercityzüge verkehren ohne Zwischenhalt stündlich. Sie benötigen für die 91 Kilometer lange Strecke 63 Minuten, was einer Reisegeschwindigkeit von 87 km/h entspricht. Nahverkehrszüge verkehren stündlich in der Relation Brno–Letovice. Sie sind als Linie S2 ins Nahverkehrssystem des Verkehrsverbunds Südmähren (IDS JMK) integriert. Zweistündlich wird die Relation Letovice–Česká Třebová bedient.

## Streckenverlauf
Brünn Hauptbahnhof wird nordwärts ins Tal der Svitava (Fluss) hinein verlassen. Im Durchbruchstal des Flusses nördlich von Brno durch das Drahaner Bergland besteht eine enge Bündelung mit dem Gewässer, ab Blansko weitet sich das Tal und bis Svitavy wurde ein teils gestreckterer Verlauf angelegt. Hier wird die Talwasserscheide zur Třebovka überfahren und alsbald Česká Třebová erreicht, wo die Strecke aus Olmütz einfädelt. 

## Fahrzeugeinsatz
Ab dem Jahr 1966 wurde der Güterverkehr mit den schweren sowjetischen Großdiesellokomotiven der ČSD-Baureihe T 679.1 (ČD 781) abgewickelt. Ihr Einsatz endete am 21. Oktober 1995. Anfang der 1970er Jahre waren auch die beiden Probelokomotiven der Baureihe T 679.2 vor den Güterzügen zu sehen. Im Reisezugverkehr wurden zwischen 1975 und 1999 die vierachsigen Streckendiesellokomotiven der ČSD-Baureihe T 478.3 (ČD 753) verwendet.
Seit der durchgängigen Elektrifizierung der Strecke wird der Betrieb vorrangig mit elektrischen Lokomotiven abgewickelt, die unter beiden Stromsystemen Tschechiens einsatzfähig sind. Ausnahme ist der Nahverkehr zwischen Brünn und Letovice, wo elektrische Triebwagen der ČD-Baureihe 560 zum Einsatz kommen. 
Am 20. Oktober 2005 befuhr erstmals ein „Pendolino“ der ČD-Baureihe 680 die Strecke.
Seit dem 14. Dezember 2008 werden einige Züge des hochwertigen Fernverkehrs in der Relation Wien-Prag auch von den österreichischen Lokomotiven der ÖBB-Baureihe 1216 befördert. Seit 2010 kommen auch die neuen Lokomotiven der ČD-Baureihe 380 vor einigen Zügen zum Einsatz, ab 2014 der Railjet.

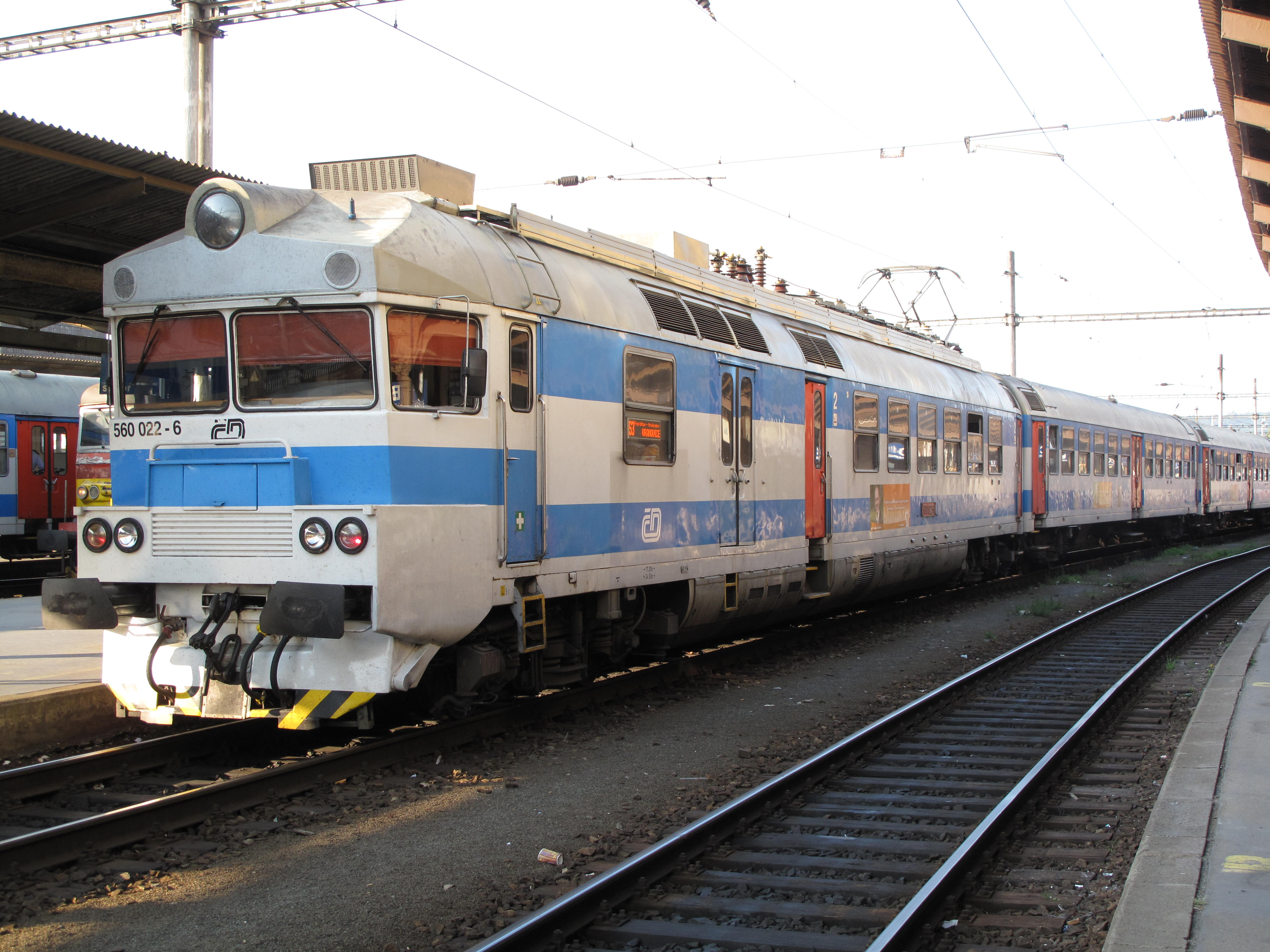
ČD-Baureihe 560 (2010)
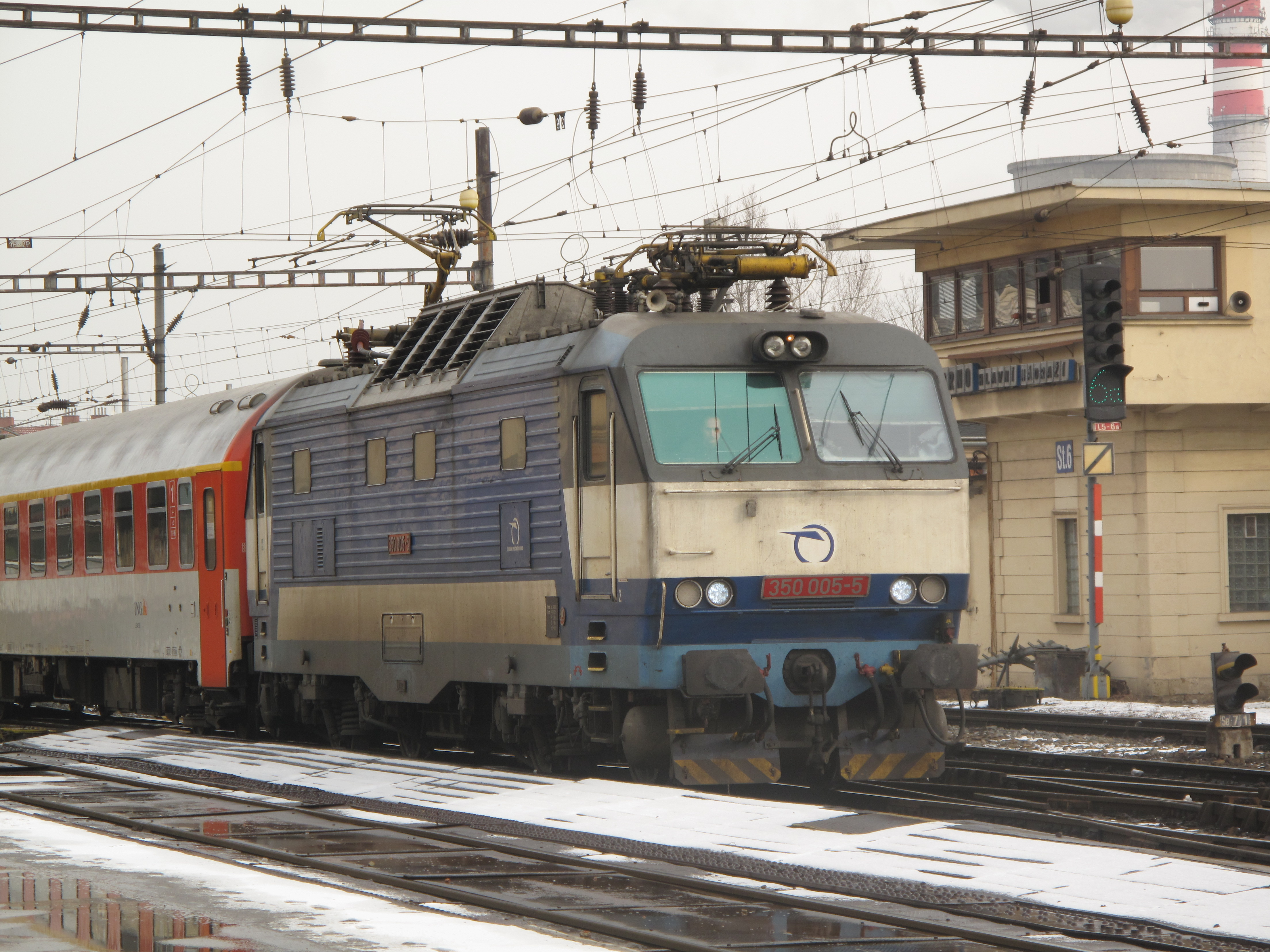
ZSSK-Baureihe 350 (2010)
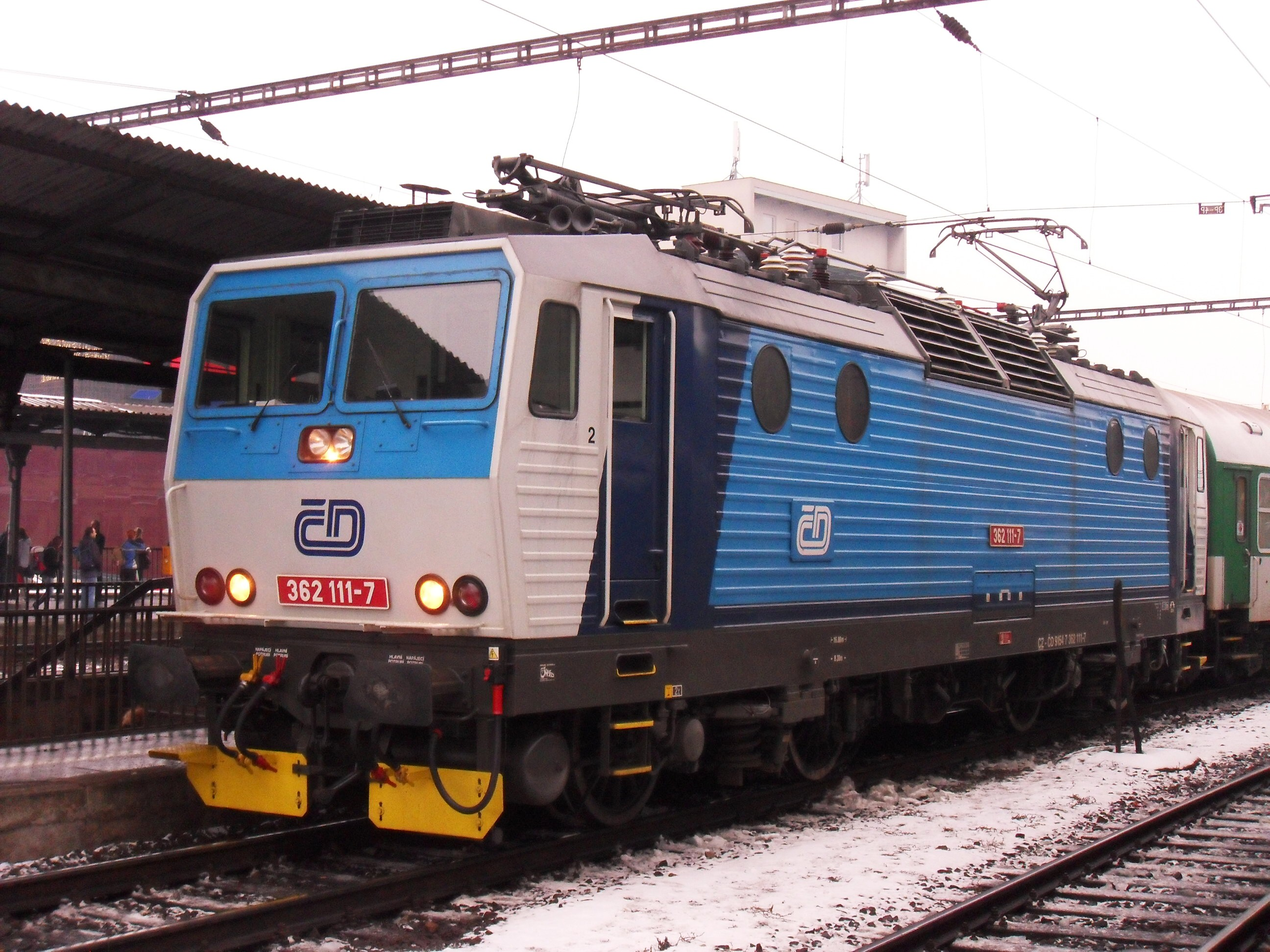
ČD-Baureihe 362 (2010)
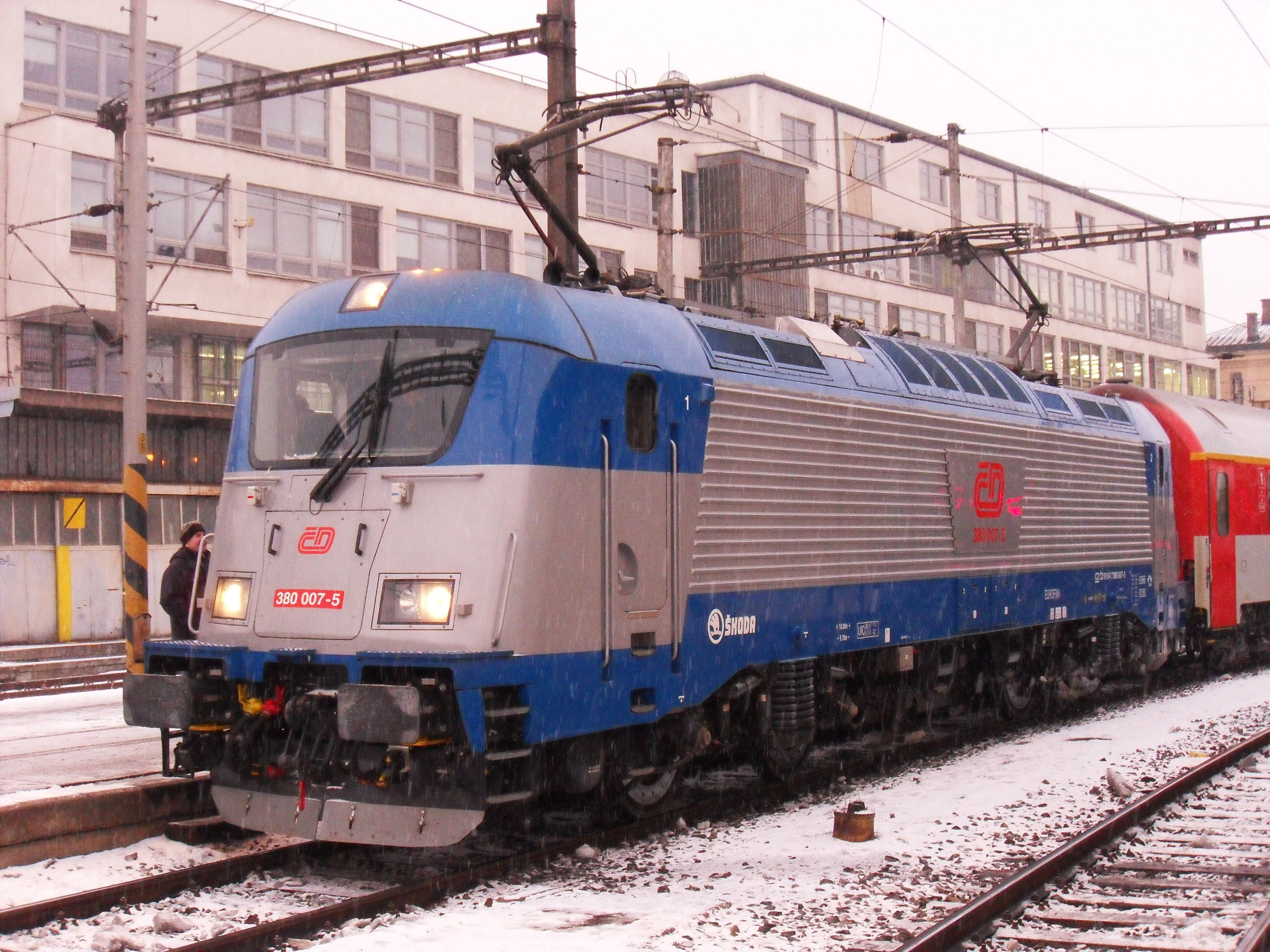
ČD-Baureihe 380 (2010)
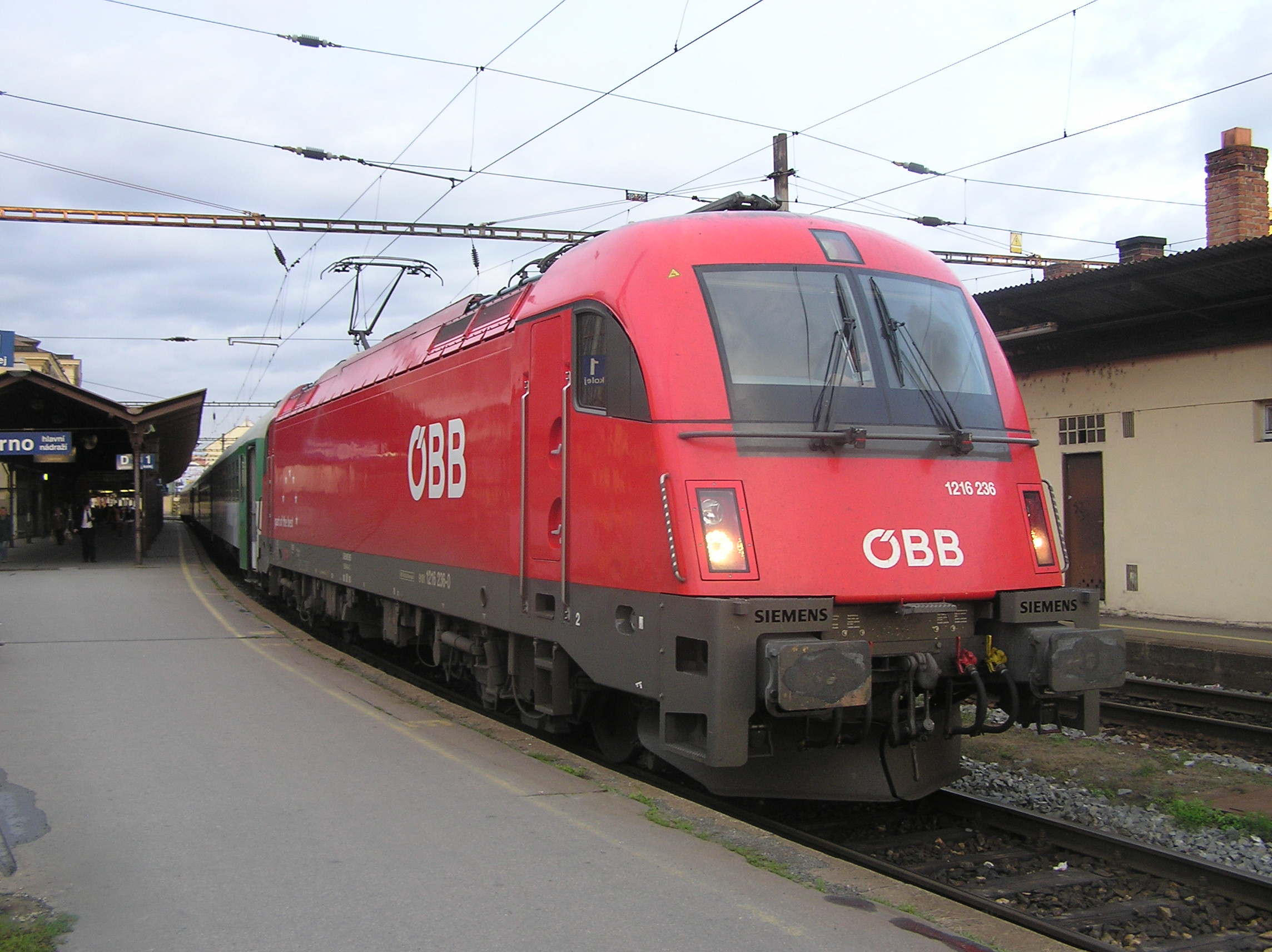
ÖBB-Baureihe 1216 (2010)